# ماهیان پرسه‌زن
ماهیان پرسه‌زن (نام علمی: Emmelichthyidae) نام یک تیره از راسته سوف‌ماهی‌سانان است.